# كانون (أنمي)
كانون (باليابانية: カノン) (بالإنجليزية: kanon)‏ هي رواية مرئية يابانية للبالغين تم تطويرها بواسطة شركة كي نشرت في 4 يونيو عام 1999 على أجهزة ويندوز أجهزة الكمبيوتر. و اقتبست إلى رواية خفيفة من تأليف ماريكو شيميزو صدرت في 23 اكتوبر عام 1999 حتى 1 اغسطس عام 2000 و تكونت من 5 مجلدات، وقام إستوديو توي أنيميشن بأنتاجها إلى مسلسل أنمي تلفزيوني من 13 حلقة عرض في 31 يناير عام 2002 وانتهى عرضه في 28 مارس عام 2002، وقام إستوديو كيوتو أنيميشن بأنتاج 24 حلقة عرضت في 5 اكتوبر عام 2006 وانتهت في 15 مارس عام 2007 ، وتتابع القصة حياة يوتشي ايزاوا، وهو طالب في المدرسة الثانوية الذي يعود إلى المدينة، التي زارها قبل سبع سنوات، ويتذكر القليل من الأحداث من تلك الزيارة. يلتقي العديد من الفتيات، وببطء يستعيد ذكرياته الضائعة.

## القصة
تدور احداث القصة عن (يوتشي إيزاوا) وهو شاب كان يعيش في مدينة منذ ولادته ولكن بسبب عمل والديه يضطر إلى السفر لمدة 7 سنوات ولكن أيضاً بسبب عمل والديه الذي يحتم عليهما التنقل قررا أن يجعلاه يعود إلى مدينة التي ولد فيها للعيش في بيت خالتة ليكمل دراسته هناك ، عائلة خالته مكونة من ابنة خالته (نايوكي) وأمها ، فرحت كثيراً (نايوكي) برجوع (يوتشي) إليها مرة أخرى ولكنها تتفاجئ بأنه لايتذكر شيئاً من طفولته قبل 7 سنوات ، تحاول ان تذكره ببعض الأحداث التي جرت بينهما منذ الطفولة ولكنه يكتفي بالاعتذار لأنه لا يذكر تلك الأحداث ،

## وصلات خارجية
- Kanon على مفتاح (باليابانية).
- Kanon أنيمي في توي الرسوم المتحركة (باليابانية).
- Kanon أنيمي في TBS (باليابانية).
- Kanon أنيمي في Funimation.
- كانون في قاعدة بيانات الرواية المرئية